# 加藤明良
加藤 明良（かとう あきよし、1968年2月7日 - ）は、日本の政治家。自由民主党所属の参議院議員（1期）、経済産業大臣政務官兼内閣府大臣政務官。元茨城県議会議員（3期）。

## 来歴

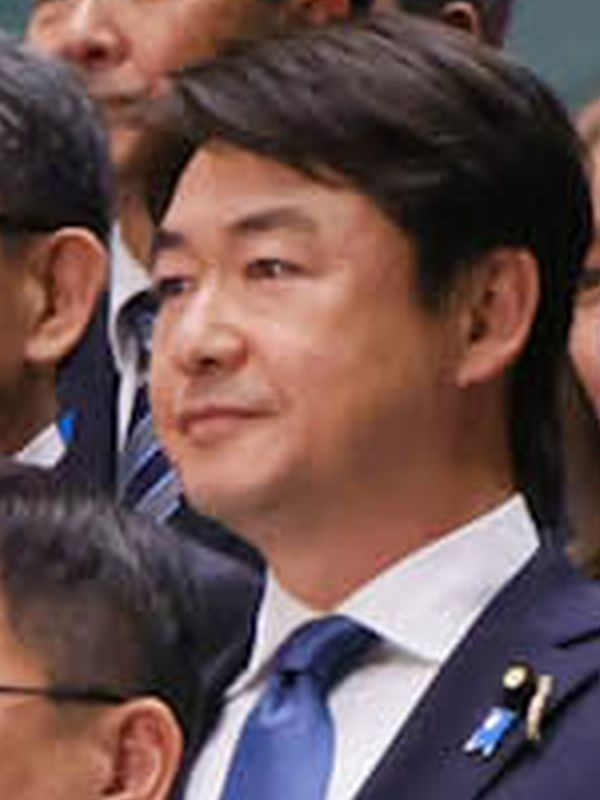
大臣政務官集合写真の加藤（2024年）

茨城県水戸市出身。茨城県立勝田工業高等学校を経て、 専修大学商学部卒業。
1992年より狩野安参議院議員の公設秘書を務め、2007年からは長谷川大紋参議院議員の公設秘書を務める。2010年の茨城県議会議員選挙で初当選し、県議を3期務める。
2021年には翌年の第26回参議院議員通常選挙茨城県選挙区（改選数2）に向けて自由民主党が行った候補者公募に応募し、12月には3人の中から加藤が選ばれた。2022年4月15日付で県議を辞職。同年7月10日に参院選の投開票が行われ、得票数1位で初当選した。
2024年11月13日、第2次石破内閣にて経済産業大臣政務官兼内閣府大臣政務官に就任。

## 政策・主張

### 憲法
- 憲法改正について、2022年のNHK、毎日新聞社のアンケートで「賛成」と回答[7][8]。
- 9条改憲について、2022年の毎日新聞社のアンケートで「改正して、自衛隊の存在を明記すべきだ」と回答[8]。9条への自衛隊の明記について、2022年のNHKのアンケートで「賛成」と回答[7]。
- 憲法を改正し緊急事態条項を設けることについて、2022年のNHKのアンケートで「賛成」と回答[7]。

### 外交・安全保障
- 敵基地攻撃能力を持つことについて、2022年のNHKのアンケートで回答しなかった[7]。
- 普天間基地の辺野古移設について、2022年の毎日新聞社のアンケートで「どちらかと言えば賛成」と回答[8]。
- ロシアは2022年2月24日、ウクライナへの全面的な軍事侵攻を開始した[9]。日本政府が行ったロシアに対する制裁措置についてどう考えるかとの問いに対し、2022年のNHKのアンケートで「適切だ」と回答[7]。同年の毎日新聞社のアンケートで「制裁をより強めるべきだ」と回答[8]。
- 2022年6月7日、政府は経済財政運営の指針「骨太方針」を閣議決定した。NATO加盟国が国防費の目標としている「GDP比2％以上」が例示され、防衛力を5年以内に抜本的に強化する方針が明記された[10]。「防衛費を今後どうしていくべきだと考えるか」との問いに対し、2022年のNHKのアンケートで回答しなかった[7]。
- 徴用工訴訟問題や慰安婦問題などをめぐり日韓の対立が続くなか、関係改善についてどう考えるかとの問いに対し、2022年の毎日新聞社のアンケートで「互いに譲歩すべきだ」と回答[8]。

### ジェンダー
- 選択的夫婦別姓制度の導入について、2022年のNHKのアンケートで回答しなかった[7]。同年の毎日新聞社のアンケートで「賛成」と回答[8]。
- 同性婚を可能とする法改正について、2022年のNHKのアンケートで回答しなかった[7]。同年の毎日新聞社のアンケートで「反対」と回答[8]。
- クオータ制の導入について、2022年のNHKのアンケートで回答しなかった[7]。

### その他
- アベノミクスについて、2022年の毎日新聞社のアンケートで「評価するが、修正すべきだ」と回答[8]。
- 「原子力発電への依存度を今後どうするべきか」との問題提起に対し、2022年のNHKのアンケートで回答しなかった[7]。
- 国会議員の被選挙権年齢の引き下げについて、2022年の毎日新聞社のアンケートで「反対」と回答[8]。

## 人物

### 統一教会との関係
- 2018年11月10日、世界平和統一家庭連合（旧統一教会）が開いた関連イベント「孝情ファミリーフェスティバル」に参加した[11][12]。
- 2019年5月31日、統一教会の関連団体「世界平和女性連合」の「茨城第一連合会後援会」に出席し挨拶をした[13][14]。
- 2019年6月30日、「孝情ファミリーフェスティバル in 水戸」に登壇し挨拶をした[15]。
- 2022年7月8日、安倍晋三が奈良市で射殺される事件が発生[16]。日本でも、7月11日午後から、統一教会と政治家との繋がりが大手メディアで取り沙汰されるようになった[17][18][19]。加藤は、2019年6月2日付の自身のブログから、「世界平和女性連合茨城第一連合会後援会にてご挨拶」の一文のみ削除した[13]。8月5日、加藤は東京新聞紙上で、世界平和女性連合茨城第一連合会後援会について「留学生の激励という趣旨だったので依頼を受けて出席したが、関連団体とは把握していなかった」と述べた[13]。

## 所属団体・議員連盟
- 自民党たばこ議員連盟[20]

## 支援団体
- 全国たばこ販売政治連盟（2022年参院選組織推薦候補者）[21]

## 選挙歴
| 当落 | 選挙                     | 執行日         | 年齢 | 選挙区               | 政党       | 得票数     | 得票率 | 定数 | 得票順位 /候補者数 | 政党内比例順位 /政党当選者数 |
| ---- | ------------------------ | -------------- | ---- | -------------------- | ---------- | ---------- | ------ | ---- | ------------------ | ---------------------------- |
| 当   | 2010年茨城県議会議員選挙 | 2010年12月12日 | 42   | 水戸市選挙区         | 無所属     | 1万6465票  | ――     | 7    | 1/10               | /                            |
| 当   | 2014年茨城県議会議員選挙 | 2014年12月14日 | 46   | 水戸市選挙区         | 自由民主党 | 2万3016票  | ――     | 6    | 1/7                | /                            |
| 当   | 2018年茨城県議会議員選挙 | 2018年12月9日  | 50   | 水戸市・城里町選挙区 | 自由民主党 | 1万7555票  | ――     | 6    | 1/7                | /                            |
| 当   | 第26回参議院議員通常選挙 | 2022年07月10日 | 54   | 茨城県選挙区         | 自由民主党 | 54万4187票 | 49.86% | 2    | 1/7                | /                            |